# Màlik-Xah ibn Kilij Arslan
Màlik-Xah ibn Kilij Arslan (persa: ملكشاه; turc: Melikşah), també anomenat Xahan-xah (persa: شاهنشاه, literalment ‘rei de reis’), fou sultà de Rum del 1110 al 1116.
El seu pare Kilij Arslan I va conquerir Mayyafarikin i Malatya als ortúquides el 1106, i el 1107, cridat pels habitants de Mossul, va entrar en aquesta ciutat on, com que el seu fill gran havia mort en combat contra el danishmendita Amir Ghazi Gümüshtigin, va declarar hereu el segon fill, Màlik-Xah, que aleshores tenia uns 11 anys. Els altres fills eren:
- Messud I ibn Kilidj Arslan, sultà del 1116 al 1156
- Arab, revoltat contra l'anterior el 1126.
- Toghrul Arslan, la mare del qual va exercir el poder a Malatya.[2]

Derrotat pel gran seljúcida Muhàmmad ibn Màlik-Xah Kilij Arslan I, es va haver de retirar i en travessar el riu Khabur es va ofegar (juny de 1107). Màlik-Xah, que s'havia quedar a Mossul, va caure presoner del gran seljúcida i fou enviat captiu a Esfahan. El tron de Rum va restar vacant més de dos anys i mig. Aprofitant aquesta circumstància els romans d'Orient van atacar Anatòlia i els turcs van decidir retirar-se a l'altiplà central; aquesta retirada fou onerosa pels turcs en pèrdues humanes; prop de Lopadion (Uluabat), els romans d'Orient van atacar a un nombrós grup turc per sorpresa i quasi tots foren massacrats incloent dones i nens
Finalment a la darreria de 1109 Màlik-Xah fou alliberat i el 1110 va arribar a Konya on fou proclamat sultà. El seu govern fou un període de lluita, en general desfavorable, contra els romans d'Orient. El 1116, l'emperador Aleix I Comnè va obtenir una victòria dubtosa a la batalla de Filomèlion. Durant les converses de pau, Messud, el germà del sultà va donar un cop d'estat amb els suport del danixmendites i va deposar Màlik-Xah al que va fer empresonar i encegar, i poc després el va fer matar. Messud va pujar al tron amb un poder limitat a la regió de Konya i sota protectorat danixmendita.